# راهی که همه می‌روند (فیلم)
راهی که همه می‌روند یک فیلم درام صامت آمریکایی محصول سال ۱۹۲۷ به کارگردانی ویکتور فلمینگ است که توسط لایوش بیرو، جولز فورتمن و جولیان جانسون براساس داستانی از پرلی پور شیهان ساخته شده‌است. امیل یانینگز برای نقش آفرینی در این فیلم و آخرین فرمان، اولین برنده جایزه اسکار بهترین بازیگر نقش اول مرد را در یک نقش برجسته در سال ۱۹۲۹ شد و آن سال تنها سالی بود که به بازیگری برای کارش در دو فیلم جایزه می‌دادند.
این فیلم اکنون یک فیلم گمشده محسوب می‌شود.

## داستان
در داستان، که در اوایل دهه ۱۹۰۰ شروع می‌شود، یانینگز نقش آگوست شیلر، کارمند بانکی در میلواکی که هم از شغل و هم خانواده اش راضی است را بازی می‌کند. اما وقتی مقامات بانکی از او می‌خواهند که ۱۰۰۰ دلار اوراق بهادار را به شیکاگو ببرد، او در قطار با یک زن مو طلایی روبرو می‌شود، که می‌داند شیلر چه چیزی را با خود حمل می‌کند. او با شیلر عشق بازی می‌کند و او را متقاعد می‌کند که یک بطری شامپاین بخرد و او را به سالنی که توسط کلاهبرداری اداره می‌شود، برود. صبح روز بعد، شیلر به تنهایی در اتاق خواب ویران و بدون اوراق بهادار بیدار می‌شود. او زن را پیدا می‌کند و در ابتدا با او بهم می‌زند و بعد از آن دنبال اوراق مسروقه می‌گردد. او توسط صاحب سالن بیهوش می‌شود و به یک مسیر ریلی در نزدیکی قطار کشیده می‌شود.
در حالی که کلاهبردار هرچیزی که منجر به شناسایی او شود را از بین می‌برد، شیلر به هوش می‌آید و در یک کشمکش کلاهبردار را به مسیر قطار می‌برد و او می‌کشد. وقتی در یک روزنامه می‌بیند که ظاهراً مرده‌است و جسد نامعلوم کلاهبردار به عنوان شیلر مشخص شده‌است، شیلر فرار می‌کند و ناامید می‌شود و تصمیم می‌گیرد که زندگی گذشته اش را رها کند. فیلم به بیست سال بعد رسیده و می‌بینیم که شیلر پیر شده و ژولیده شده و درحال برداشتن زباله در یک پارک مشغول به کار است. او می‌بیند که خانواده اش به یک قبرستان می‌روند و تاج گلی را بر روی مزارش قرار می‌دهند. پس از صحنه‌های دیگر در طوفان برفی کریسمس، شیلر راهی خانه سابق خود می شو، جایی که می‌بیند پسرش که به او نوازندگی ویولن را آموزش داده بود اکنون نوازنده موفقی است. او دور می‌شود و یک دلار را که پسرش به او داده‌است، در جیب خود می‌گذارد، پسرش نمی‌داند که آن ولگرد پیر پدرش است.
این فیلم با رمان "راهی که همه می‌روند" نوشته ساموئل باتلر ارتباطی ندارد.

## بازیگران
- امیل یانینگز در نقش آگوست شیلر
- بل بنت در نقش خانم شیلر
- فیلیس هیور در نقش وسوسه کننده
- دونالد کیت در نقش آگوست شیلر پسر
- فرد کولر در نقش مرد زمخت
- فیلیپ دی لسی در نقش آگوست شیلر پسر، به عنوان یک کودک
- میکی مک‌بن در نقش اوالد
- بتسی ان هیزل در نقش شارلوت
- کارمنسیتا جانسون در نقش الیزابت
- گوردون تورپ در نقش کارل
- جکی در نقش هاینریش
- دین هارل در نقش ایوالد
- آن شریدان
- نانسی درکسل
- فیلیپ اسلیمن (سیاهی لشکر)

## تولید
این فیلم، یک فیلم در ژانر ملودرام با بازی امیل یانینگز، بل بنت و فیلیس هیور است. یانینگز به دلیل بازی در این فیلم و آخرین فرمان (در تنها سالی که بازیگران برای بازی در چند فیلم اسکار می‌گرفتند) اولین برنده جایزه اسکار بهترین بازیگر نقش اول مرد شد.

## وضعیت حفظ
تنها دو صحنه از این فیلم به صورت کامل در دسترس است، که هر دو یکی از صحنه‌های پایانی فیلم هستند، و این صحنه‌ها یانینگز را تنها برنده اسکار می‌کند که فیلمی که بخاطرش جایزه گرفته‌است، گمشده است. این فیلم، یکی از فیلم‌های بیشمار گمشده ویکتور فلمینگ از دهه ۱۹۲۰ است.

## سرقت فیلم‌نامه
فردریکا ماس در ۱۹۹۹ در زندگی‌نامه اش، ادعا کرد که ایده این فیلم از او و همسرش ارنست ماس دزدیده شده‌است. او گفت که این داستان براساس زندگی پدر شوهرش است که به همین ترتیب خانواده اش را پس از انجام اشتباهاتی وحشتناک در زندگی شخصی اش رها کرده‌است. آنها نام این فیلمنامه را "جوی بیف استیک" را گذاشتند و آن را به امیل یانینگز به عنوان همکار آلمانی-آمریکاییشان ارائه دادند. ارنست فکر کرده بود که یانینگز به آنها کمک می‌کند تا از فیلمنامه یک فیلم بسازند. در عوض، آنها از اینکه متوجه شدند این فیلمنامه سرقت رفته و بدون هیچ گونه اعتباری و پاداشی تولید شده، شوکه شدند. این واقعیت که این فیلم به برنده جایزه ای نیز شد، اوضاع را بدتر هم کرد. 

## بازسازی
این فیلم در ۱۹۴۰ توسط پارامونت پیکچرز بازسازی شد و بازیگران اصلی فیلم آکیم تامیروف، گلادیس جرج و ویلیام هنری بودند.